# Договор страхования
Договор страхования — это соглашение между страхователем и страховщиком, в соответствии с условиями которого страховщик обязуется компенсировать ущерб в той или иной форме либо выплатить страхователю или выгодоприобретателю определённую денежную сумму при наступлении предусмотренного договором страхового случая. Страхователь по договору страхования обязуется выплатить страховщику страховую премию, выполнять ряд других обязанностей и соблюдать предусмотренные соглашением ограничения.

## Порядок заключения договора страхования
Закон предусматривает письменную форму заключения договора. Несоблюдение письменной формы влечёт недействительность договора страхования, за исключением договора обязательного государственного страхования.
Договор страхования (как добровольного, так и обязательного) может быть заключен путём составления одного документа (пункт 2 статьи 434 ГК РФ), либо путём вручения страховщиком страхователю на основании его письменного или устного заявления страхового полиса (свидетельства, сертификата, квитанции), подписанного страховщиком. Принятие страхователем этих документов является согласием заключить договор на предложенных страховщиком условиях. Для страховщиков заключение договора страхования на предложенных страхователем условиях не является обязательным.
Как страхователь, так и страховщик должны иметь правоспособность и дееспособность для вступления в страховые правоотношения. Для страховщика это, прежде всего, наличие лицензии и соответствующих учредительных документов, зарегистрированных надлежащим образом. Для страхователя — общие правила правоспособности и дееспособности согласно ГК РФ.
На договоры личного страхования распространяется правило о публичных договорах, содержащееся в статье 426 Гражданского Кодекса. Публичный договор отличается от других гражданско-правовых договоров следующими характерными чертами:
1. в качестве одного из субъектов такого договора должна выступать коммерческая организация (то есть страховая компания — страховщик);
2. коммерческие организации должны вступать в договорные отношения с любыми физическими и юридическими лицами, которые к ним обращаются (то есть страхователями);
3. предметом договора, определяемого как публичный, должны выступать обязанности по продаже товаров, выполнению работ или оказанию услуг, по сути своей составляющие содержание именно той деятельности, которая по своему характеру должна осуществляться коммерческой организацией в отношении каждого, кто к ней обратится. В страховании предметом договора выступают обязанности страховщиков по защите соответствующих имущественных интересов страхователей.

Для заключения договора страхования страхователь представляет страховщику письменное заявление по установленной форме, либо иным допустимым способом заявляет о своем намерении заключить договор страхования.
Факт заключения договора страхования должен удостоверяться передаваемым страховщиком страхователю страховым свидетельством (полисом, сертификатом) с приложением правил страхования.
Страховой полис (свидетельство) должен содержать:
1. наименование документа;
2. наименование, юридический адрес и банковские реквизиты страховщика;
3. фамилию, имя, отчество или наименование страхователя и его адрес;
4. указание объекта страхования;
5. размер страховой суммы;
6. указание страхового риска;
7. размер страхового взноса, сроки и порядок его внесения;
8. срок действия договора;
9. порядок изменения и прекращения договора;
10. другие условия по соглашению сторон, в том числе дополнения к правилам страхования либо исключения из них;
11. подписи сторон.

Таким образом, основными документами страхования, подтверждающими заключение на определенных условиях договора страхования, являются общие условия, правила страхования и страховой полис.
Иногда к договору страхования может прикладываться дополнение — аддендум.

## Замена страхователя в договоре страхования
Законом также предусмотрена замена страхователя в договоре страхования, изложены случаи, при которых возможен отказ от страховой выплаты и прекращение договора страхования.
Замена страхователя в договоре страхования производится по следующим правилам:
1. В случае смерти страхователя, заключившего договор страхования имущества, права и обязанности страхователя переходят к лицу, принявшему это имущество в порядке наследования. В других случаях замены страхователя его права и обязанности переходят к новому собственнику с согласия страховщика, если договором или законом не предусмотрено иное.
2. В случае смерти страхователя, заключившего договор личного страхования в пользу третьего лица, права и обязанности, определяемые этим договором, переходят к третьему лицу с его согласия. При невозможности выполнения этим лицом обязанностей по договору страхования его права и обязанности могут перейти к лицам, осуществляющим в соответствии с законодательством Российской Федерации обязанности по охране прав и законных интересов застрахованного лица.
3. Если в период действия договора страхования страхователь судом признан недееспособным либо ограничен в дееспособности, права и обязанности такого страхователя осуществляют его опекун или попечитель. При этом страхование ответственности заканчивается с момента прекращения или ограничения дееспособности страхователя.
4. При реорганизации страхователя, являющегося юридическим лицом, в период действия договора страхования его права и обязанности по этому договору переходят с согласия страховщика к соответствующему правопреемнику в порядке, определяемом законодательными актами РФ.

## Основания для отказа в страховой выплате по договору страхования
Страхователь может получить отказ от получения страховой выплаты в следующих случаях:
- совершение умышленных действий страхователем, застрахованным лицом или выгодоприобретателем, направленных на наступление страхового случая;
- совершение страхователем или лицом, в пользу которого заключен договор страхования, умышленного преступления, находящегося в прямой причинной связи со страховым случаем;
- сообщение страхователем страховщику заведомо ложных сведений об объекте страхования;
- получение страхователем соответствующего возмещения ущерба по имущественному страхованию от лица, виновного в причинении этого ущерба;
- другие случаи, предусмотренные законодательными актами.

Например, Гражданским Кодексом Российской Федерации (ст. 964) предусмотрено, что страховщик освобождается от выплаты страхового возмещения и страховой суммы, если договором страхования и законом не предусмотрено иное, когда страховой случай наступил вследствие:
- воздействия ядерного взрыва, радиации или радиоактивного заражения;
- военных действий, а также маневров или иных военных мероприятий;
- гражданской войны, народных волнений всякого рода или забастовок.

Страховщик также освобождается от выплаты страхового возмещения за убытки, возникшие вследствие изъятия, конфискации, реквизиции, ареста или уничтожения застрахованного имущества по распоряжению государственных органов, если договором страхования не предусмотрено иное.
Условиями договора страхования могут быть предусмотрены другие основания для отказа в страховой выплате, если это не противоречит законодательству РФ. Причем решение об отказе в страховой выплате принимается страховщиком и сообщается страхователю в письменной форме с мотивированным обоснованием причин отказа.

## Условия прекращения договора страхования и его недействительности
Договор страхования прекращается в следующих случаях, определенных законом:
- истечения срока действия;
- исполнения страховщиком обязательств перед страхователем по договору в полном объёме;
- неуплаты страхователем страховых взносов в установленные договором сроки;
- ликвидации страхователя, являющегося юридическим лицом, или смерти страхователя, являющегося физическим лицом, кроме случаев, предусмотренных законом РФ;
- ликвидации страховщика в порядке, установленном законодательными актами Российской Федерации;
- принятия судом решения о признании договора страхования недействительным;
- в других случаях, предусмотренных законодательными актами РФ.

Договор страхования может быть прекращен досрочно по требованию страхователя или страховщика, если это предусмотрено условиями договора страхования, а также по соглашению сторон. О намерении досрочного прекращения договора страхования стороны обязаны уведомить друг друга не менее чем за 30 дней до предполагаемой даты прекращения договора страхования, если договором не предусмотрено иное.
В случае досрочного прекращения договора страхования по требованию страхователя страховщик возвращает ему страховые взносы за неистекший срок договора за вычетом понесенных расходов. Если требование страхователя обусловлено нарушением страховщиком правил страхования, то последний возвращает страхователю внесенные им страховые взносы полностью.
При досрочном прекращении договора страхования по требованию страховщика он возвращает страхователю внесенные им страховые взносы полностью. Если требование страховщика обусловлено невыполнением страхователем правил страхования, то он возвращает страхователю страховые взносы за неистекший срок договора за вычетом понесенных расходов.
Договор страхования может быть признан недействительным судом. По Закону РФ «Об организации страхового дела в Российской Федерации» договор страхования считается недействительным в следующих случаях:
- если он заключен после страхового случая;
- если объектом страхования является имущество, подлежащее конфискации на основании вступившего в законную силу соответствующего решения суда.